# Yoni

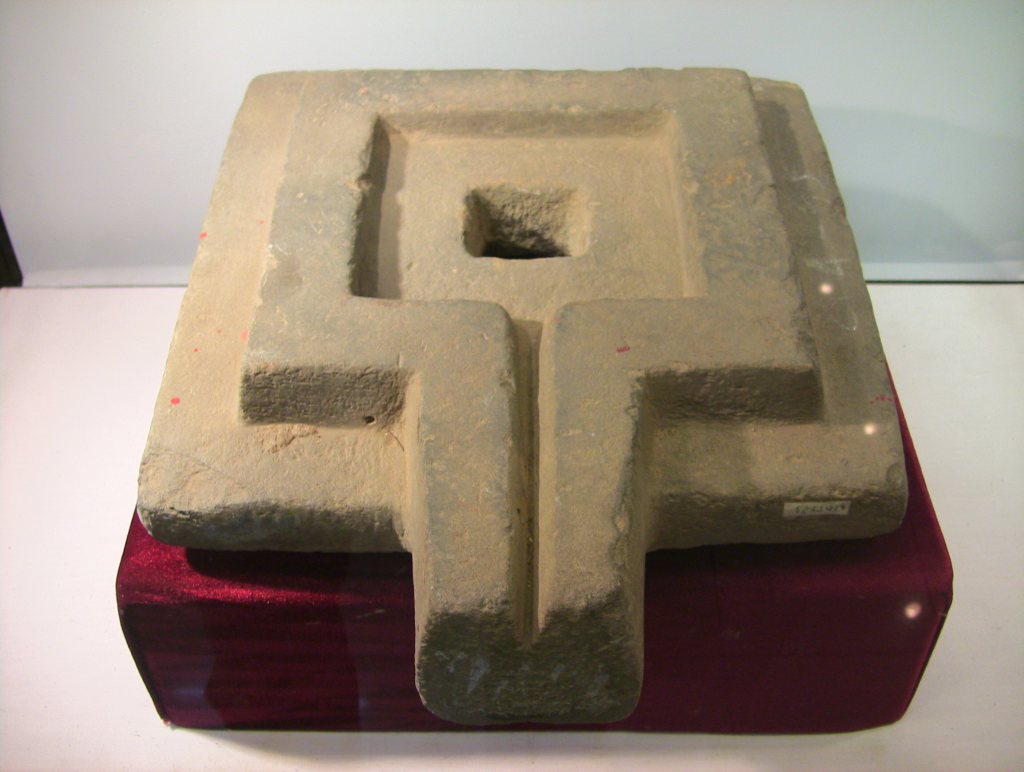
Yoni de pedra do santuário de Cát Tiên, no Vietnam.

Yoni é uma palavra do sânscrito (योनि) que significa "passagem divina", "lugar de nascimento", "fonte de vida", "templo sagrado" e ainda o órgão sexual feminino.
É considerado igualmente um símbolo de Shakti e de outras deusas de natureza similar.
No Kama Sutra, é o termo usado para designar a vulva (ou a vagina), que recebe o lingam (pênis).
Joseph Campbell associa yoni com Kali, que é a "consorte consumidora de sangue" de Shiva.[carece de fontes?]
Uma yoni de pedra foi encontrado no santuário de Cát Tiên, em Lam Dong (Vietnam).[carece de fontes?]